# Diptychophora desmoteria
Diptychophora desmoteria är en fjärilsart som beskrevs av Edward Meyrick 1931. Diptychophora desmoteria ingår i släktet Diptychophora och familjen Crambidae. Inga underarter finns listade i Catalogue of Life.